# Bedburg-Hau
Bedburg-Hau is een gemeente in de regio Nederrijn in het noordwesten van de Duitse deelstaat Noordrijn-Westfalen en behoort tot de Kreis Kleef in het Regierungsbezirk Düsseldorf. Op 31 december 2020 telde de gemeente 12.973 inwoners op een oppervlakte van 61,30 km².
In juni 1969 werden de gemeenten Hau, Louisendorf, Schneppenbaum en Till-Moyland van het Amt Till, alsook de gemeente Huisberden van het Amt Griethausen samengevoegd tot de nieuwe gemeente Bedburg-Hau. Bedburg met Marienstift Bedburg was van oorsprong het grootste kerspel in de buurt en Hau was de grootste gemeente van het toenmalige Amt Till. Haar naam dankt de gemeente aan de bij de kern Hau gebouwde psychiatrische inrichting Rheinische Kliniken Bedburg-Hau uit 1908/1912 en het station Bedburg-Hau van dezelfde datum.

## Woonkernen
De gemeente bestaat uit de volgende plaatsen:
- Hau
- Hasselt
- Huisberden
- Louisendorf
- Schneppenbaum
- Till-Moyland
- Qualburg

## Aangrenzende gemeenten
| Aangrenzende gemeenten | Aangrenzende gemeenten | Aangrenzende gemeenten | Aangrenzende gemeenten | Aangrenzende gemeenten |
| ---------------------- | ---------------------- | ---------------------- | ---------------------- | ---------------------- |
| Kleef                  |                        |                        |                        |                        |
|                        |                        |                        |                        |                        |
|                        | Kalkar                 |                        |                        |                        |
|                        |                        |                        |                        |                        |
| Goch                   |                        |                        |                        | Uedem                  |

## Cultuur

### Museum Schloss Moyland
Een ruime bekendheid kreeg de gemeente Bedburg-Hau met het in 1997 geopende museum Slot Moyland. Hier bevindt zich 's werelds grootste verzameling van vroege kunstwerken van Joseph Beuys. Daarnaast wordt voor de bezoekers een groot aantal kunstobjecten uit de 19e en 20e eeuw toegankelijk gemaakt. Alle werken komen uit de verzameling van de gebroeders Franz Joseph van der Grinten en Hans van der Grinten. Ook worden er wisseltentoonstellingen georganiseerd en beschikt het museum over een omvangrijke museumbibliotheek. Naast het museum bevindt zich hier het Joseph Beuys-archief van de deelstaat Noordrijn-Westfalen.

### Artoll Labor
Een locatie voor experimentele hedendaagse kunst, met name beeldende kunst, is gevestigd in Haus 6 op het terrein van de Rheinische Kliniken. In een van de jugendstilgebouwen, vrijgekomen na decentralisatie van de opvang van mensen met psychische stoornissen, is tegenwoordig een kunstenaarsinitiatief gevestigd met de naam Artoll Labor. Hier kunnen kunstenaars zich een tijdlang ongestoord op hun werk concentreren en hun werkperiode afsluiten met een korte tentoonstelling.

### Monumenten
In Hau, in het gebied Berg und Tal, bevindt zich de voormalige graftombe, nu grafmonument van Johan Maurits van Nassau-Siegen, dat daar, wat voor die tijd uitzonderlijk was, buiten een kerk of kerkhof in de vrije natuur gebouwd werd. Johan Maurits van Nassau-Siegen werd er in 1679 slechts tijdelijk begraven voordat zijn stoffelijk overschot naar Siegen overgebracht werd om daar opnieuw begraven te worden.
In Bedburg-Hau bevindt zich ook een grote Duitse militaire begraafplaats. Het bevindt zich in Schneppenbaum aan de rand van het terrein van de LVR-Klinik Bedburg-Hau. De monumentenlijst van de plaats telt ongeveer tachtig bouwwerken van bouwkundig of cultuurhistorisch belang, waaronder vrijwel alle oude gebouwen op het terrein van de kliniek.

## Sport

### Golfclubs
De gemeente biedt plaats aan twee golfclubs, te weten Schloss Moyland Golfresort en Land-Golf-Club Moyland.

### Wandel- en fietroutes
Het wandelpad Voltaire Weg loopt van Hau naar Moyland over de Nederrijnse Heuvelrug. De Prinz-Moritz Weg voert de wandelaar via de oevers van de Kermisdahl tot aan Kleef. De Via Romana is een fietsroute langs plaatsen met Romeinse oudheden en musea en voert van Nijmegen naar Xanten.

## Afbeeldingen

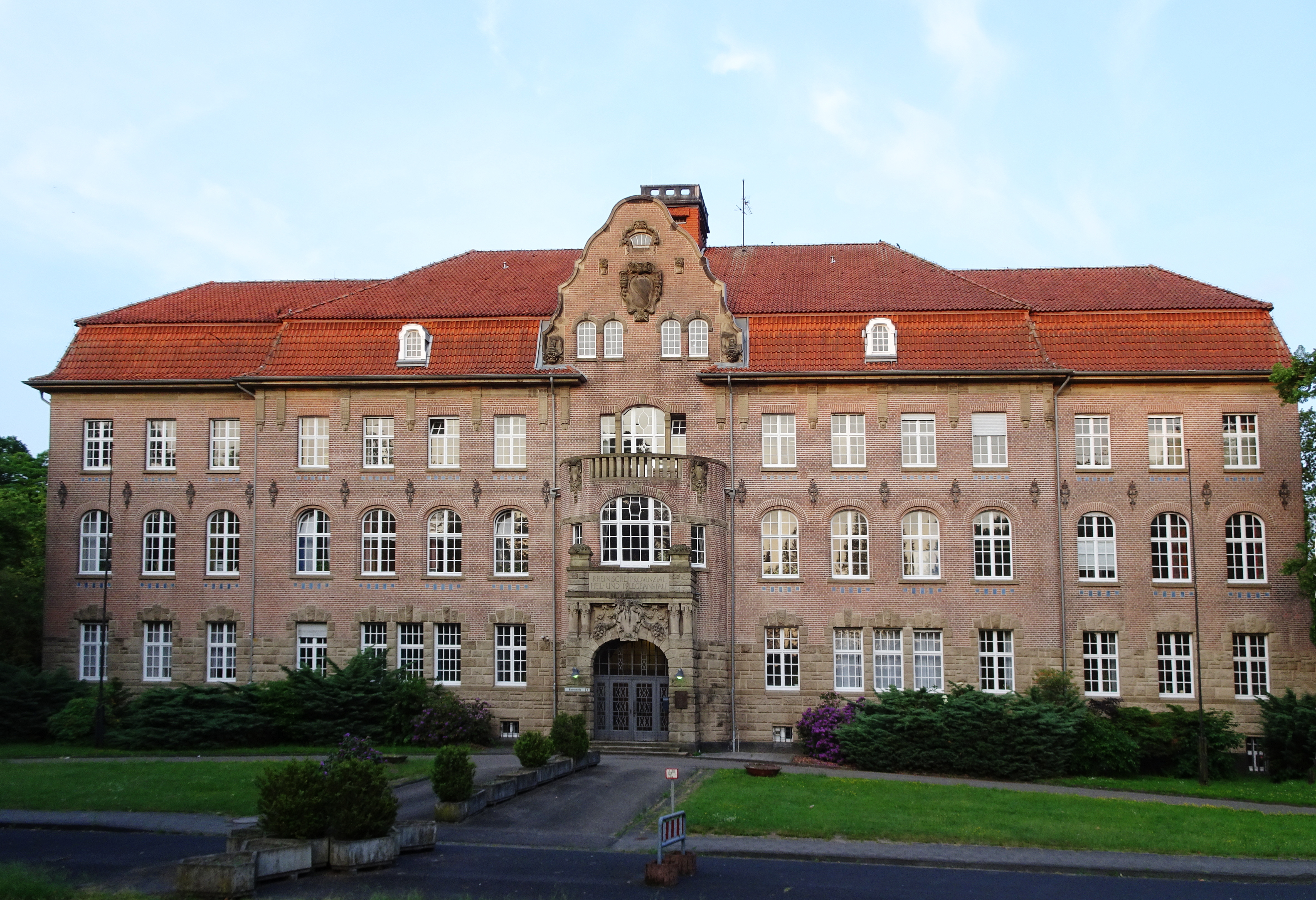
LVR-Klinik Bedburg-Hau
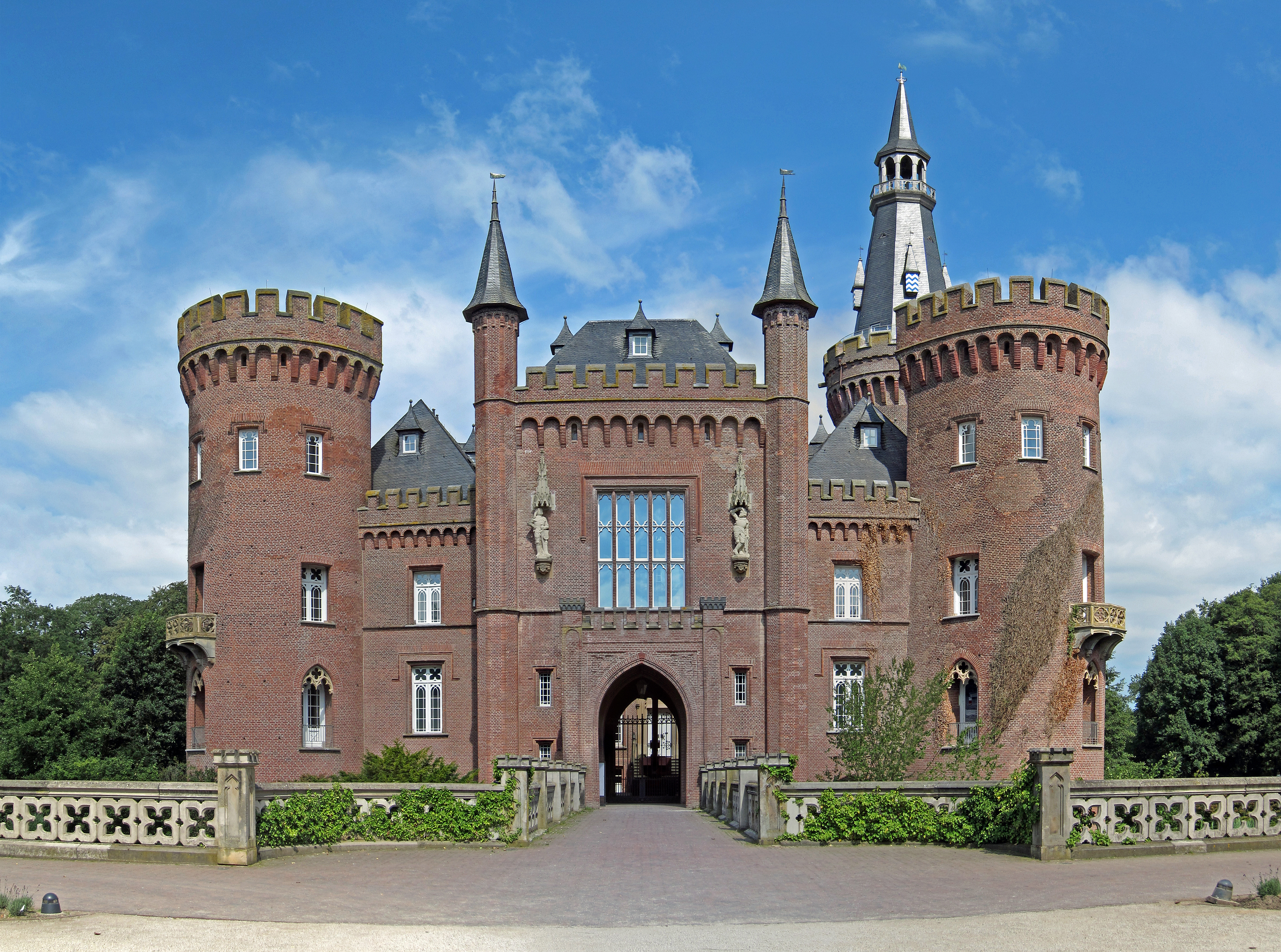
Museum Schloss Moyland
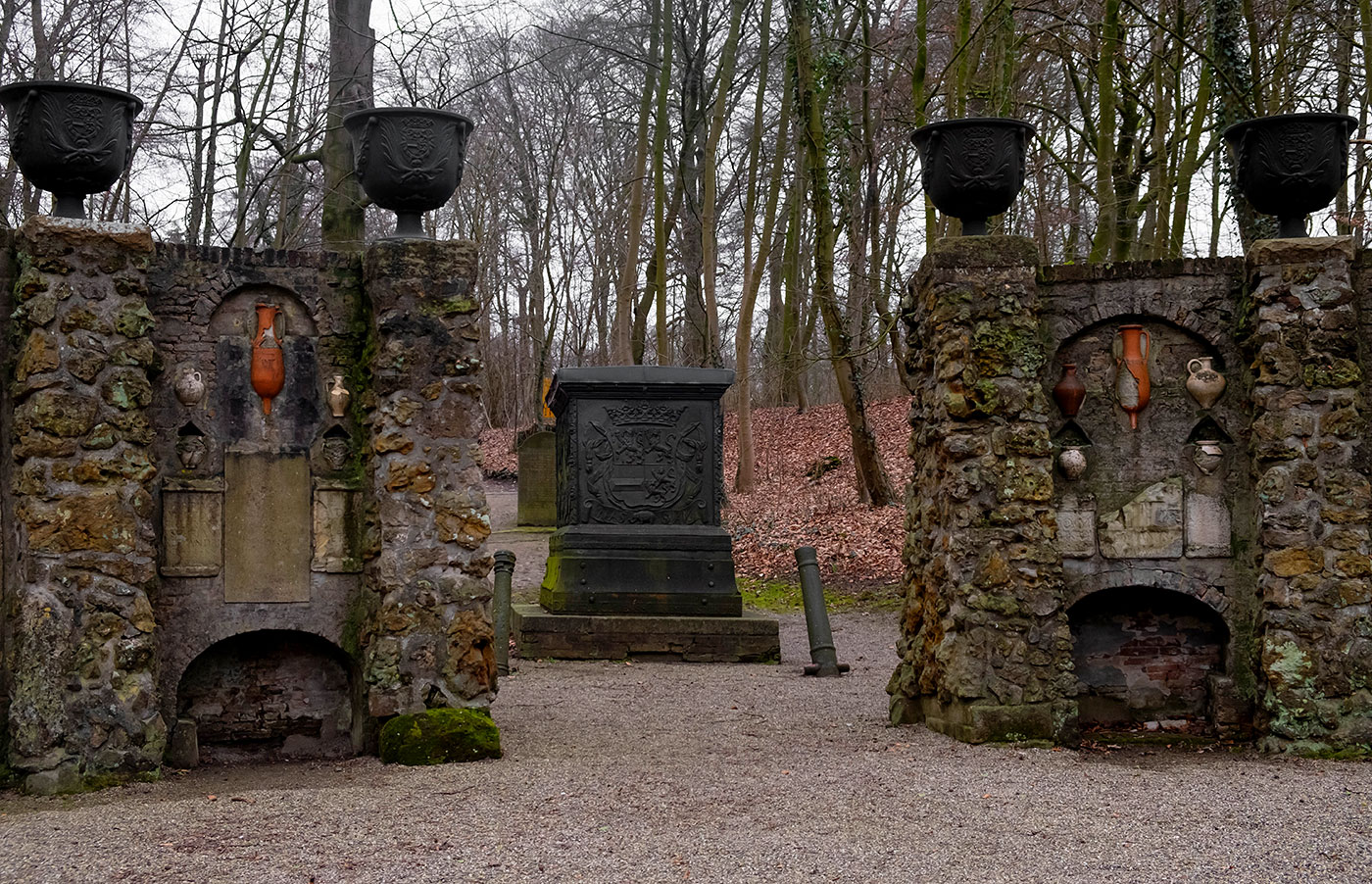
Graftombe van Johan Maurits in Berg und Tal
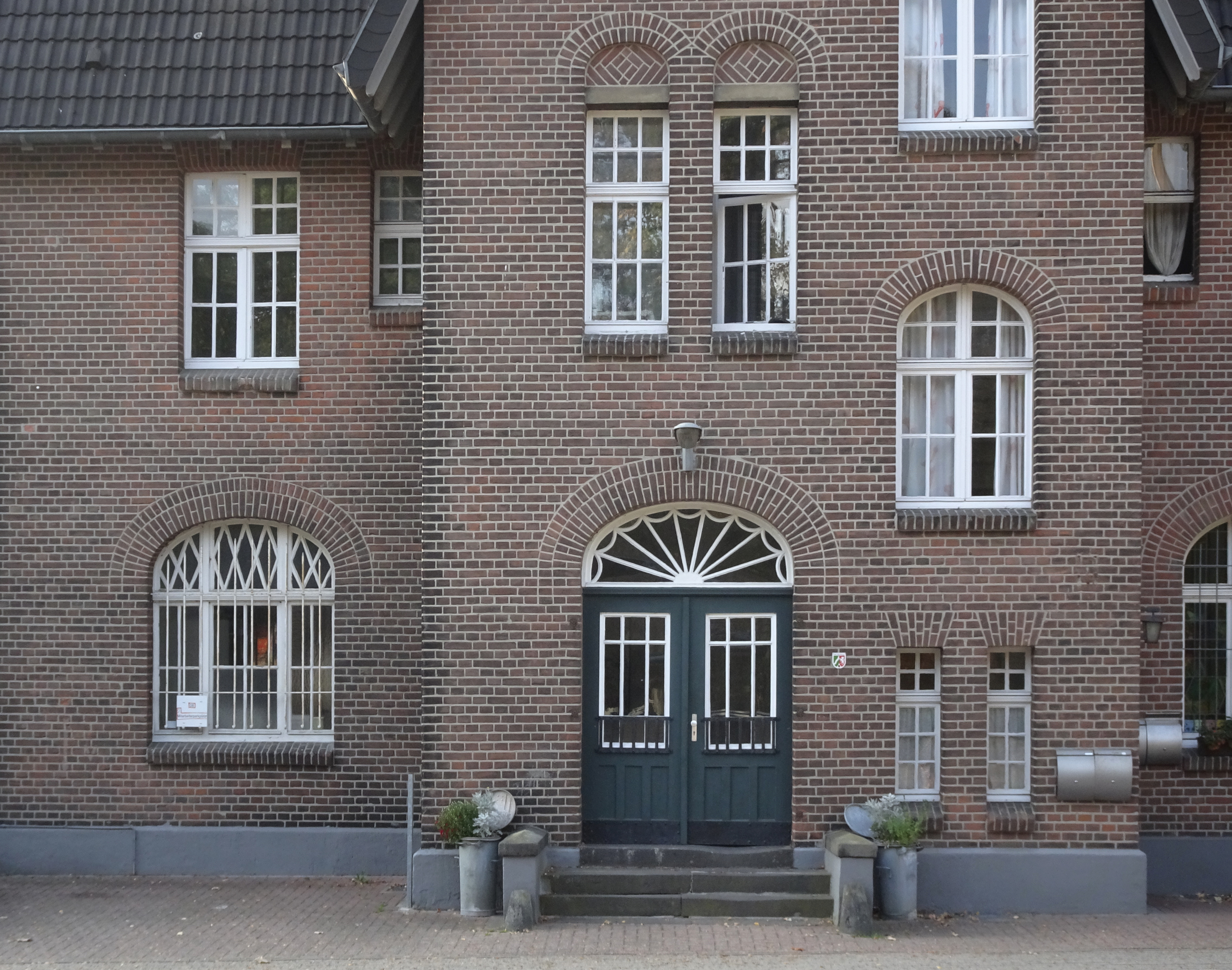
Station Bedburg-Hau